# Marea (Egipto)
Marea fue una antigua ciudad de Egipto, ubicada a 45 km al suroeste de Alejandría, en la orilla sur del lago Mariout (antigua Mareotis).

## Investigaciones arqueológicas
Entre 1977 y 1981, investigadores de la Universidad de Alejandría llevaron a cabo excavaciones arqueológicas. Desde 2000, el trabajo lo lleva a cabo una expedición polaca de varias instituciones científicas, incluido el Museo Arqueológico de Cracovia y el Instituto de Arqueología y el Centro Polaco de Arqueología del Mediterráneo (ambos de la Universidad de Varsovia). La expedición está actualmente encabezada por Tomasz Derda (Instituto de Arqueología) y  Krzysztof Babraj (Museo Arqueológico de Cracovia). En 2003, comenzaron las excavaciones en la basílica bizantina.

## Descripción del sitio
El sitio de Marea fue una gran ciudad portuaria en la época romana, y posiblemente ya en la época ptolemaica. Los resultados de la investigación indican que el puerto podría haber funcionado hasta la época medieval, como lo atestiguan los hallazgos que datan de los siglos XIII-XIV. Sus restos incluyen cuatro grandes muelles, el más largo de los cuales se extiende 120 m hacia el lago. La ciudad antigua era famosa por su vino, que se distribuía por toda la cuenca mediterránea. Las ánforas en las que se transportaba también eran de producción local. Marea fue, sin duda, un gran centro de producción de cerámica: aquí se encontró uno de los hornos de cerámica más grandes de Egipto. Un complejo de baños y una capilla funeraria que data del siglo VI, así como una gran basílica (49 m por 47 m) con transepto, son ejemplos de la arquitectura bizantina en el sitio. En 2001 se hizo un descubrimiento importante: se encontró el mayor conjunto conocido de óstracos de los siglos V-VI, inscritos con notas sobre la construcción de la basílica. Debajo de la basílica, los excavadores descubrieron los restos de una iglesia más antigua, que data preliminarmente de la segunda mitad del siglo IV. También es objeto de estudio la historia de este centro desde finales del siglo III hasta la construcción de la ciudad bizantina en los siglos V-VI.